# Delta II

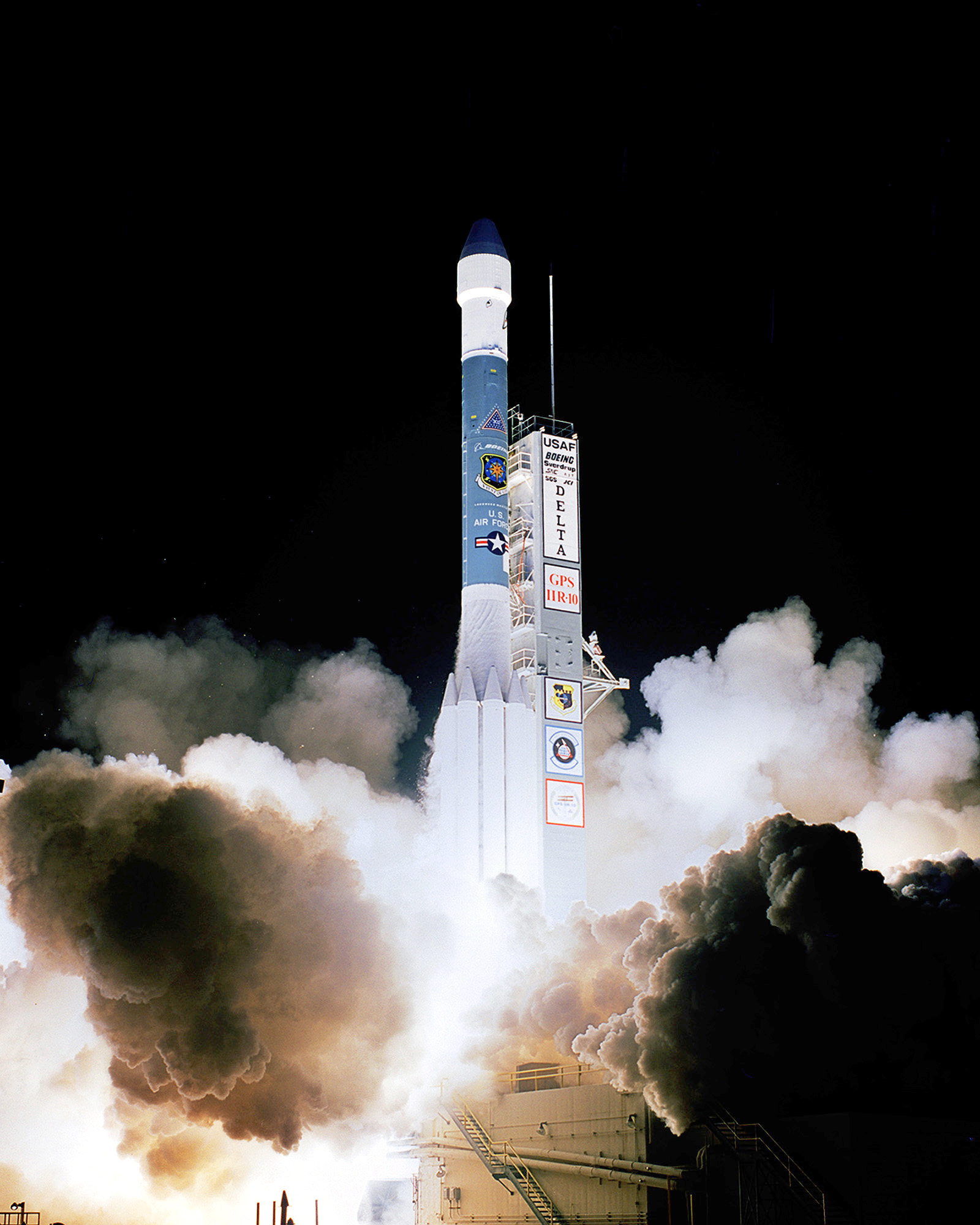
Delta II-raketlancering vanaf Cape Canaveral

De Delta II  was een modulair opgebouwde (lichte) medium klasse draagraket die tussen 1989 en 2018 onder meer door NASA en de Amerikaanse Luchtmacht werd  gebruikt om satellieten, ruimtesondes en marslanders te lanceren.  De Delta II werd  door bedrijfsfusies achtereenvolgens geproduceerd en gelanceerd door McDonnell Douglas (1989-1997), Boeing (1997-2006) en United Launch Alliance (ULA, 2006-2018). De draagraket maakte deel uit van de Delta-reeks.  In totaal waren er 155 onbemande missies met dit type raket gelanceerd waarvan 153 met succes. De Delta II heeft een recordaantal van 100 succesvolle vluchten op rij.
De Delta II was voor NASA ideaal om de meeste marslanders te lanceren. Dit betrof namelijk betrekkelijk lichte voertuigen die de ontsnappingssnelheid van de Aarde moesten krijgen.

## Geschiedenis
Toen begin jaren 80 het spaceshuttleprogramma van start ging, was het de bedoeling dat vrijwel alle Amerikaanse satellieten met een spaceshuttle al dan niet met behulp van een extra Centaur-raket die in het ruim mee moest kunnen in de juiste baan gebracht zouden worden. Na de ramp met ruimteveer Challenger kwam men tot het besef dat men voor het simpelweg lanceren van satellieten liever geen bemanningen meer riskeerde. Daarna is in versneld tempo een aantal nieuwe, eenmalig te gebruiken raketten (Expendable Launch Vehicles) ontworpen en in gebruik genomen. McDonnell Douglass’ bijdrage daaraan was de Delta II. Ook de introductie van Atlas I en Atlas II en de Titan IV van Lockheed Martin pasten in die tijdgeest.
Eind jaren 90 was McDonnell Douglas (na overname in 1997 onderdeel van Boeing) bezig met de ontwikkeling tweemaal zo krachtige Delta III als beoogde opvolger voor de Delta II. Na twee mislukte en een deels mislukte vlucht werd die ontwikkeling stilgezet en verder gegaan met de reeds ingezette ontwikkeling van Delta IV. De vastebrandstofmotoren van de Delta III (GEM-46) werden echter optioneel aan de Delta II toegevoegd voor de Delta II-heavy-configuratie.

## Ontwerp
De Delta II-raket was verkrijgbaar in twee- en drietrapsuitvoering. De draagkracht van dit rakettype varieerde van 891 tot 2142 kg voor objecten naar geostationaire banen en 2700 tot 6000 kg voor lagere banen.

### Eerste trap

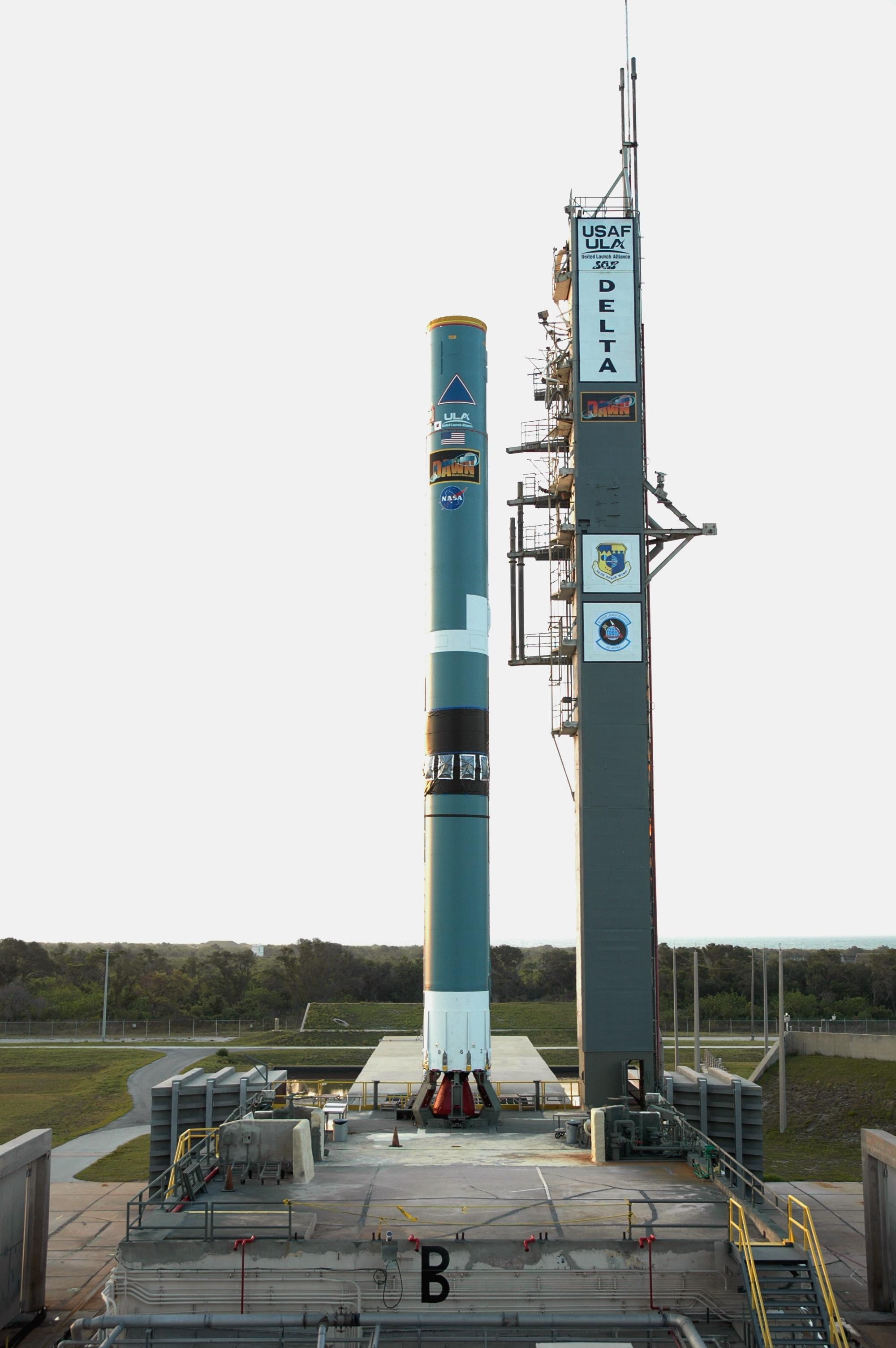
Een eerste trap op het lanceerplatform

De eerste trap was bij de 6000-serie net als eerdere Delta-raketten (Delta 2000, Delta 3000 en Delta 5000) uitgerust met een RS-27-raketmotor en bij de 7000-serie met een RS-27-A. De RS-27 was een aangepaste versie van de H-1 van de Saturnus I en Saturnus IB. De RS-27-A was een verbeterde uitvoering met onder meer een verlengde straalpijp waardoor de stuwkracht tot op grotere hoogte effectief blijft. De hoofdmotor was niet in kracht terug te schakelen en was ook niet herstartbaar. Deze hoofdmotoren maakten gebruik van RP1-raketkerosine en vloeibare zuurstof. 
Om te kunnen sturen zaten er twee zogenaamde veniermotoren opzij. Dit zijn kleine beweegbare straalpijpen die onderdeel van de hoofdmotor uitmaken die de raket in onder meer een gecontroleerde rolbeweging kunnen brengen. De Delta III gebruikte een enigszins vergrote versie van de eerste trap van de Delta II-7000.

### Tweede trap

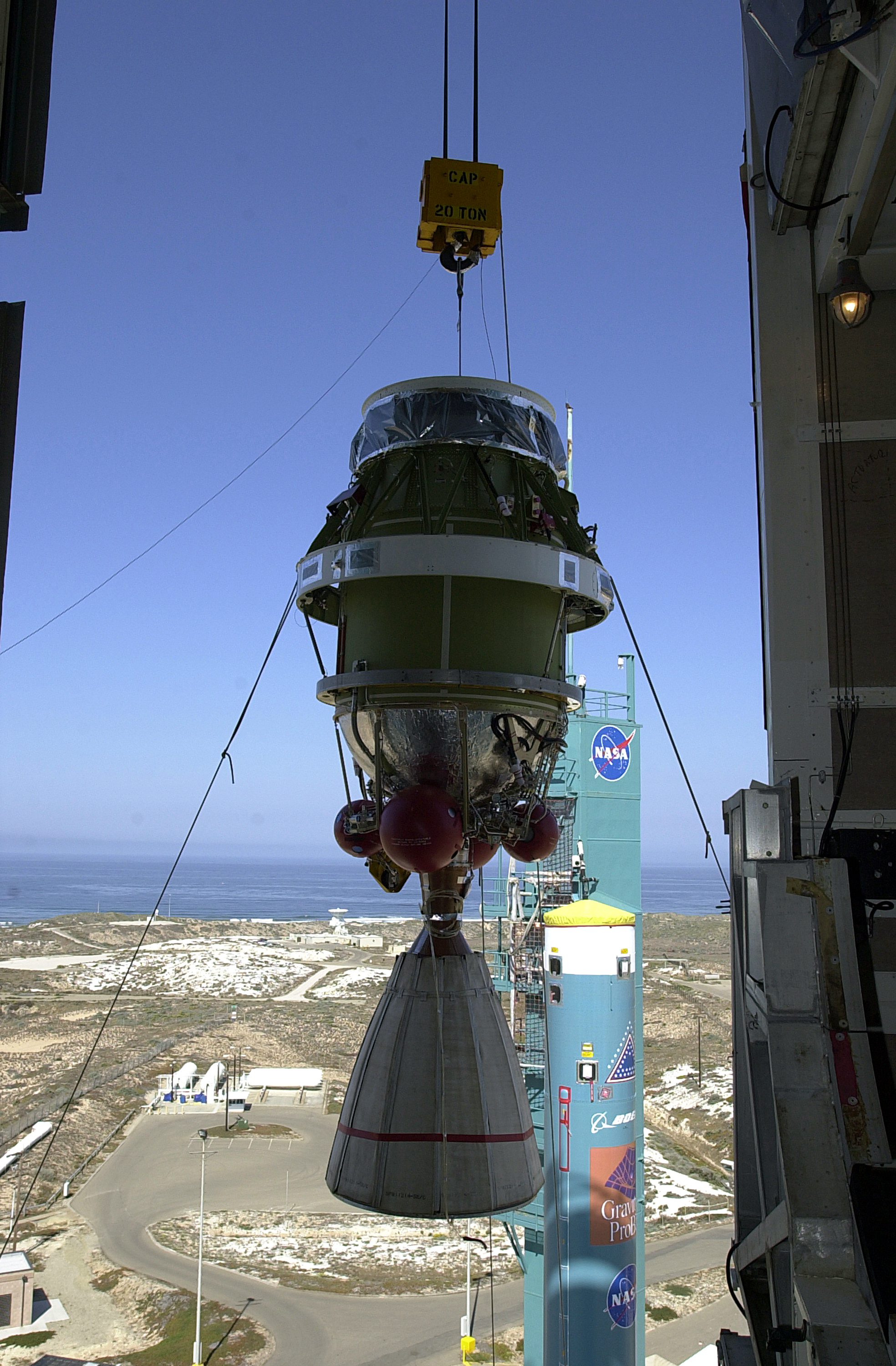
Een Delta K, de tweede trap voor integratie.

De tweede trap, de Delta K werd al op eerdere Delta-raketten gebruikt. Deze werd voortgestuwd door een vloeibarebrandstofmotor van het type AJ10-118k met hypergolische brandstof aerozine 50 en als oxidator distikstoftetraoxide.

### Optionele derde trap
Optioneel kon er nog een derde trap van het type PAM-D (PAM staat voor Payload Assistance Module) als kickstage worden toegevoegd die door een Star 48B vastebrandstofmotor wordt voortgestuwd. De PAM-S, de PAM voor de Space Shuttle was grotendeels identiek aan de PAM-D.

### Aanhaak boosters

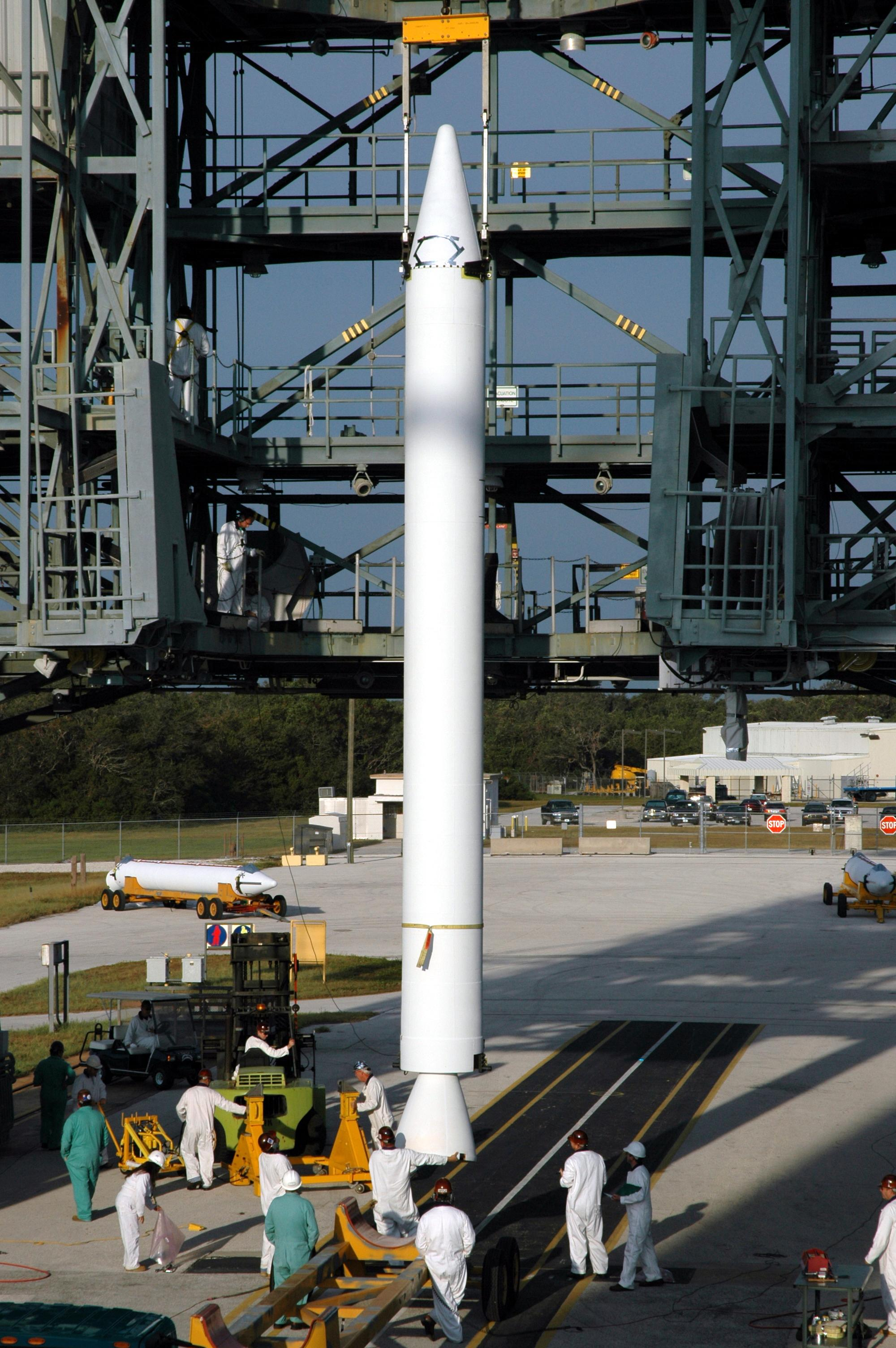
Een GEM 40-booster

Afhankelijk van het gewicht van de lading en de beoogde baan werd een Delta II uitgerust met drie, vier of negen vastebrandstof hulpraketten. Zonder deze boosters was het voor een volgetankte Delta II niet mogelijk van het platform te komen. Op vroege Delta II's werden Castor 4A-boosters toegevoegd. Dit type hulpraketten werd later ook gebruikt op de concurrerende Atlas IIAS. 
Vanaf 1990 werd overgeschakeld op Graphite Epoxy Motoren en (normaal gesproken GEM-40 maar voor de Delta II-heavy GEM-46). Zowel Castors als GEM's waren afkomstig van Thiokol, dat opging in ATK en daarna in Orbital ATK. Wanneer er negen boosters waren toegevoegd dan werden er zes stuks bij vertrek ontstoken. Wanneer deze waren opgebrand werden deze afgeworpen. 1,5 seconde later werden de resterende drie ontstoken.

### Neuskegels
De Delta II kon naargelang het formaat van de vracht van drie typen neuskegel worden voorzien. De neuskegel beschermde de vracht tegen de luchtdruk, en gaf de raket een aerodynamische vorm. Wanneer de raket op een hoogte kwam waar bijna geen lucht meer is, was de neuskegel onnodig en werd deze afgeworpen om zo onnodige massa kwijt te raken voor snellere acceleratie. Twee grotere typen neuskegel waren van composietmaterialen. Het kleinste type neuskegel was van aluminium gemaakt.

## Missies
De eerste Delta II werd gebruikt voor het lanceren van de gps-satelliet NAVSTAR II-1 op 14 februari 1989. De eerste commerciële lading was de communicatiesatelliet BSB-R1 van British Satellite Broadcasting. Tussen 1996 en 1999 heeft NASA Delta II's gebruik voor het lanceren van vier missies naar Mars. In 1999 brak de Delta II het record "meeste satellieten lanceren in een zo kort mogelijke tijd" door in 68 dagen 17 satellieten in een baan om de Aarde te brengen. Het totale aantal Delta II-lanceringen is uitgekomen op 155.

### Gelanceerd per Delta II
Onder de gelanceerde vracht zijn:
- Kepler Space Observatory
- Spirit
- Opportunity
- Mars Global Surveyor
- Mars Climate Orbiter
- Groot deel van de eerste serie Iridium Satellieten
- 49 GPS II-satellieten
- Spitzer Space Telescope
- Mars Pathfinder
- Wilkinson Microwave Anisotropy Probe
- Deep Space 1
- Stardust
- Swift
- Dawn
- Wide-field Infrared Survey Explorer
- Landsat 7
- STEREO
- THEMIS
- Phoenix
- Fermi Gamma-ray Space Telescope
- Gravity Probe B

### Anomalie
Twee missies kwamen niet tot succes. In 1995 koppelde een van de boosters niet af waardoor de lading in een lagere baan dan beoogd werd gebracht. In 1997 ontplofte een Delta II dertien seconden na lancering, nadat een op transport (voor het oog) licht beschadigde booster open scheurde.

## Uitfasering
In 2007 is de laatste militaire vracht gelanceerd. NASA en commerciële partijen bleven nog wel gebruikmaken van de Delta II. Sinds 2011 worden er geen Delta II-raketten meer gebouwd. NASA was aanvankelijk van plan om in 2011 te stoppen met de Delta II, maar er waren nog onvoldoende alternatieven beschikbaar terwijl ULA nog vijf complete raketten over had. Daarom besloot NASA de Delta II toch weer op hun lijst van beschikbare raketten te plaatsen. 
Van de eerder genoemde vijf raketten zijn er vier stuks gelanceerd. De laatste lancering was op 15 september 2018 (missie ICESat-2). De laatst overgebleven Delta II werd niet gelanceerd. Er was geen missie voor. Deze is permanent in de Rocket Garden van het bezoekerscentrum van het Kennedy Space Center tentoongesteld. Op 26 februari 2021 arriveerde deze op het KSC. 
In 2011 werden ook de lanceercomplexen SLC-17A en SLC-17B van het Cape Canaveral Space Force Station gedeactiveerd wat betekende dat de resterende raketten alleen nog voor lanceringen in een polaire of retrograde baan vanaf Vandenberg Air Force Base konden worden gebruikt. Na de laatste lancering werd lanceerplatform Vandenberg SLC-2W verhuurd aan Firefly Aerospace dat er hun Alpha-raket lanceert. Begin jaren 2020 moeten alle ULA-raketten met uitzondering van de Delta IV Heavy vervangen worden door de diverse configuraties van de Vulcan-raket, die sinds 2015 bij ULA volop in ontwikkeling is.
Dat er weinig Delta II's meer gelanceerd werden heeft te maken met een verandering van de markt. Doordat de veel zwaardere draagraketten Atlas V, Ariane 5 en Proton-M begin jaren 2000 beschikbaar kwamen, werd het aantrekkelijker om zwaardere satellieten met meer capaciteit en/of een langere levensduur te bouwen. Daarnaast werd het door nieuwe technieken juist mogelijk om veel lichtere wetenschapssatellieten te bouwen die bij lange na niet de capaciteit van de Delta II nodig hebben. Hierdoor is dit marktsegment in Amerika weggevallen. Ook de in kracht en formaat vergelijkbare Antares van Northrop Grumman Innovation Systems heeft hier commercieel onder te lijden.

## Trivia
- De blauwe kleur van de Delta II wordt "Delta Blue" genoemd. De kleurverhouding is 36,47% rood, 55,69% groen en 58,82% blauw. De hexadecimale kleurcode is #5d8e96.
- Delta II-raketten die gps-satellieten lanceerden waren beschilderd als haai.
- Op de laatste gelanceerde Delta II stonden het getal 381 met daaromheen 155 sterren in een driehoek afgebeeld. Het was de 381e Delta-lancering en de 155e Delta II-lancering.